# Ana Catarina Silva Pereira
Ana Catarina Silva Pereira (Vila Franca de Xira, Portugal, 19 de noviembre de 1992) es una futbolista portuguesa. Juega de portera y su equipo actual es la SL Benfica de la Primera División de fútbol sala femenino de Portugal. Fue elegida en Futsal Awards como la mejor portera de fútbol sala del mundo tres veces, en los año 2018, 2020 y 2021, y finalizó en segunda posición los años 2015, 2016, 2017 y 2019.

## Trayectoria
Comenzó jugando a los 12 años en el Vilafranquense de su ciudad durante una temporada. Fue descubierta por el SL Benfica e un torneo de verano por una entrenadora del club, que la invitó a participar en las categorías inferiores que se iban a formar, finalmente acabó jugando con el equipo senior al no crearse el equipo de la cantera.
En la temporada 2014-15 fichó por el Lazio italiano, donde ganó la supercopa italiana. Al finalizar la temporada regresó a Portugal con su antiguo equipo el SL Benfica.

## Selección nacional
Debutó con la selección portuguesa el 6 de diciembre de 2010 en el partido disputado contra la selección de Tailandia, en el mundial de Fútbol Sala jugado en España, donde quedó subcampeona al perder contra Brasil. En el año 2011 jugó el mundial de Brasil, finalizando en tercera posición. En el año 2012 volvió a quedar en segunda posición en el Mundial que jugó como local en Portugal. En el año 2013 finalizó en cuarta posición en el mundial jugado en España al perder en los penalties contra la selección de Rusia. En el mundial de Costa Rica disputado en 2014 terminó en segunda posición al perder la final contra Brasil. Y en el mundial de 2015 de Guatemala termina en cuarta posición al perder contra España. En el año 2019 participó en la primera Eurocopa celebrada en Portugal donde finalizó subcampeona.

## Estadísticas

### Clubes
Actualizado al último partido jugado el 30 de junio de 2021.
| Club | Div.          | Temporada     | Liga  | Liga  | Liga       | Liga      | Copas nacionales(1) | Copas nacionales(1) | Copas nacionales(1) | Copas nacionales(1) | Torneos internacionales(2) | Torneos internacionales(2) | Torneos internacionales(2) | Torneos internacionales(2) | Total(3) | Total(3) | Total(3)   | Total(3)  |
| Club | Div.          | Temporada     | Part. | Goles | Amonestado | Expulsado | Part.               | Goles               | Amonestado          | Expulsado           | Part.                      | Goles                      | Amonestado                 | Expulsado                  | Part.    | Goles    | Amonestado | Expulsado |
| --- | ------------- | ------------- | ----- | ----- | ---------- | --------- | ------------------- | ------------------- | ------------------- | ------------------- | -------------------------- | -------------------------- | -------------------------- | -------------------------- | -------- | -------- | ---------- | --------- |
| SL Benfica Portugal |               |               |       |       |            |           |                     |                     |                     |                     |                            |                            |                            |                            |          |          |            |           |
| 1.ª |               |               |       |       |            |           |                     |                     |                     |                     |                            |                            |                            |                            |          |          |            |           |
| 2009-10 |               | -             | -     | -     | -          | -         | -                   | -                   | -                   | -                   | -                          | -                          |                            | -                          | -        | -        |            |           |
| 2010-11 |               | -             | -     | -     | -          | -         | -                   | -                   | -                   | -                   | -                          | -                          |                            | -                          | -        | -        |            |           |
| 2011-12 |               | -             | -     | -     | -          | -         | -                   | -                   | -                   | -                   | -                          | -                          |                            | -                          | -        | -        |            |           |
| 2012-13 |               | -             | -     | -     | -          | -         | -                   | -                   | -                   | -                   | -                          | -                          |                            | -                          | -        | -        |            |           |
| 2013-14 |               | -             | -     | -     | -          | -         | -                   | -                   | -                   | -                   | -                          | -                          |                            | -                          | -        | -        |            |           |
| Total club | Total club    | -             | -     | -     | -          | -         | -                   | -                   | -                   | -                   | -                          | -                          | -                          | -                          | -        | -        | -          |           |
| Lazio · Italia |               |               |       |       |            |           |                     |                     |                     |                     |                            |                            |                            |                            |          |          |            |           |
| 1.ª |               |               |       |       |            |           |                     |                     |                     |                     |                            |                            |                            |                            |          |          |            |           |
| 2014-15 |               | -             | -     | -     | -          | -         | -                   | -                   | -                   | -                   | -                          | -                          |                            | -                          | -        | -        |            |           |
| Total club | Total club    | -             | -     | -     | -          | -         | -                   | -                   | -                   | -                   | -                          | -                          | -                          | -                          | -        | -        | -          |           |
| SL Benfica Portugal |               |               |       |       |            |           |                     |                     |                     |                     |                            |                            |                            |                            |          |          |            |           |
| 1.ª |               |               |       |       |            |           |                     |                     |                     |                     |                            |                            |                            |                            |          |          |            |           |
| 2015-16 | 20            | 1             | 1     | 0     | 3          | 0         | 0                   | 0                   | -                   | -                   | -                          | -                          | 23                         | 1                          | 1        | 0        |            |           |
| 2016-17 | 24            | 0             | 1     | 0     | 4          | 0         | 0                   | 0                   | -                   | -                   | -                          | -                          | 28                         | 0                          | 1        | 0        |            |           |
| 2017-18 | 21            | 0             | 1     | 1     | 6          | 2         | 1                   | 0                   | -                   | -                   | -                          | -                          | 27                         | 2                          | 2        | 1        |            |           |
| 2018-19 | 22            | 0             | 0     | 0     | 4          | 1         | 0                   | 0                   | -                   | -                   | -                          | -                          | 26                         | 1                          | 0        | 0        |            |           |
| 2019-20 | 18            | 1             | 2     | 0     | 6          | 0         | 0                   | 0                   | -                   | -                   | -                          | -                          | 24                         | 1                          | 2        | 0        |            |           |
| 2020-21 | 20            | 0             | 1     | 0     | 2          | 0         | 0                   | 0                   | -                   | -                   | -                          | -                          | 22                         | 0                          | 1        | 0        |            |           |
| Total club | Total club    | 125           | 2     | 6     | 1          | 25        | 3                   | 1                   | 0                   | -                   | -                          | -                          | -                          | 150                        | 5        | 7        | 1          |           |
| Total carrera | Total carrera | Total carrera | 125   | 2     | 6          | 1         | 25                  | 3                   | 1                   | -                   | -                          | -                          | -                          | -                          | 150      | 5        | 7          | 1         |
| Copa / Supercopa. (2) Incluye datos de Campeonato de Europa de Clubes y Copa Intercontinental. (3) No incluye datos de partidos amistosos. |               |               |       |       |            |           |                     |                     |                     |                     |                            |                            |                            |                            |          |          |            |           |

## Palmarés y distinciones
- Eurocopa:

 2019
 2022
 2023
- Campeonato Nacional de Portugal: 5

2016-2017, 2017-2018, 2018-19, 2020-21 y 2021-22
- Copa de Portugal: 6

2013-14, 2015-16, 2016-17, 2017-18, 2018-19 y 2019-20
- Copa Nacional: 1

2009–10
- Supercopa de Portugal: 6

2015-16, 2016-17, 2017-18, 2018-19, 2020-21, 2022-23
- Supercopa de Italia: 1

2014-15
- Futsal Awards (como mejor portera): 3

2018, 2020, 2021